# Constitución de Albania
La actual Constitución de Albania (en albanés: Kushtetuta e Shqipërisë) fue adoptada por el Parlamento el 28 de noviembre de 1998. Fue la culminación de un largo proceso. El documento adoptado entonces sustituyó a la Constitución de 1976, adoptada inicialmente con la creación de la República Socialista Popular de Albania el 28 de diciembre de 1976 y enmendada el 5 de septiembre de 1991.
La actual constitución define Albania como una república parlamentaria constitucional unitaria. Tiene una legislatura unicameral compuesta por 140 miembros, quienes a su vez eligen al presidente como jefe de Estado; y al gobierno, que se compone del primer ministro como jefe de gobierno, al vicepresidente y todo el resto de los ministerios.
La constitución está dividida en 18 partes que sancionan la democracia parlamentaria, la soberanía popular y los derechos fundamentales de los ciudadanos así como otros asuntos de importancia. La constitución de 1998 cumple todos los requerimientos de una constitución europea moderna.
Debido a la inestabilidad política, Albania ha tenido muchas constituciones durante su historia. La nación fue constituida como una monarquía en 1913, brevemente como república en la década de 1920, tras lo que volvió a ser una monarquía democrática en 1928. Más tarde se convirtió en una república socialista antes de la restauración del sistema capitalista y de una democracia en la década de 1990.

## Historia

### Periodo Medieval
Los albaneses tienen una tradición muy antigua respecto a las leyes y las regulaciones. Entre las viejas leyes está el Kanuni i Lek Dukagjinit, una especie de constitución respetada por la mayoría de los albaneses durante siglos. El Kanun de Lekë Dukagjini, que según algunos escritos fue codificado en el siglo XIV, siendo una proto-constitución algo avanzada para su época. El Kanun ha proporcionado cierto nivel de autogobierno para los albaneses, incluso bajo dominio extranjero, permitiendo haber tenido un sistema democrático continuo a lo largo del tiempo. Según el Kanun, las decisiones importantes son tomadas por las Convenciones de los Ancianos.

## Periodo Moderno
Durante el Renacimiento Nacional del siglo XIX, los albaneses fundaron la Liga de Prizren y, mientras tanto, un gobierno provisional para los territorios de habla albanesa de dentro del Imperio Otomano. El "Nuevo Kanun" fue adoptado como un programa y un estatuto para los órganos rectores. Esto se considera a menudo como el principio de la política y de la diplomacia albanesa moderna.
En 1913, Albania fue reconocida como un país independiente, sin embargo las potencias europeas decidieron imponer una monarquía constitucional encabezada por un monarca europeo, Guillermo de Albania. La Constitución adoptada para este período no tuvo mucho efecto por un lado debido a las rebeliones contra el rey extranjero y por otro debido a la Primera Guerra Mundial.
Las fronteras de 1913 organizadas por las potencias europeas dejaron a más de la mitad de los territorios de habla albanesa fuera de las fronteras de Albania. Sin embargo, justo después de la Primera Guerra Mundial, la nación estaba en peligro de ser repartida entre otros países. En contra de esto, los dirigentes albaneses celebraron el Congreso de Lushnjë en el que decidieron defender la soberanía de su país y luchar contra cualquier invasión extranjera. También se aprobó una constitución provisional, oficialmente conocida como Estatuto, sancionando la monarquía.
Durante la década de 1920, Albania experimentó una inestabilidad política y una rápida sucesión de gobiernos. En 1924 un grupo revolucionario asumió el poder por la fuerza, mientras que seis meses más tarde, Ahmet Zogu, aplastó la revolución. En 1925, una República albanesa fue declarada bajo una constitución basada en el modelo francés de la Tercera República. La República tenía una legislatura bicameral (Cámara de Diputados y Senado) que eligió un Presidente, que era jefe de Estado y de gobierno (Consejo de Ministros) por un período de siete años. El Presidente estaba investido de poderes bastante amplios -casi dictatoriales-, incluyendo el poder de nombrar un tercio del Senado y gobernar por decreto.
Tres años más tarde, en 1928, Albania fue proclamada reino, y el presidente Zogu se convirtió en el rey Zog I. El órgano legislativo consistía en una cámara, mientras que el poder ejecutivo pertenecía al jefe del Estado, al rey y al gabinete compuesto por el Primer Ministro y otros ministros. En la práctica, sin embargo, Zog conservó los mismos poderes dictatoriales que había tenido como presidente, y el país seguía siendo esencialmente una dictadura militar.
Con los fascistas italianos invadiendo Albania en 1939, esta Constitución fue abolida. Los colaboradores fascistas en Albania ofrecieron el trono a Víctor Emmanuel III, rey de Italia, un acto que violó gravemente la Constitución del Reino de Albania. El gobierno de Quisling establecido por los italianos aprobó una nueva Constitución en 1939.

### Periodo Comunista
Tras la liberación de Albania de la ocupación nazi, los comunistas establecieron el Gobierno Democrático de Albania. El 11 de enero de 1946 se promulgó la Constitución de la República Popular de Albania, en la que se aprobaron enmiendas en 1950. Posteriormente fue sustituida el 28 de diciembre de 1976 por la Constitución de la República Socialista Popular de Albania.
La Constitución de 1976 definió a Albania como una "República Popular Socialista" (artículo 1) y un "estado de la dictadura del proletariado" (artículo 2), y de manera similar a su predecesor arraigó el gobierno del Partido del Trabajo de Albania como la fuerza principal en la sociedad albanesa y "la vanguardia de la clase obrera" (Art. 3). En los conceptos socialistas, la Constitución garantiza a los ciudadanos derechos humanos básicos y privilegios, como la exención de impuestos (Constitución de 1976, artículo 31). Los órganos estatales, la Asamblea Popular como órgano legislativo, la presidencia de la Asamblea Popular como jefe de Estado colegiado de facto y el Consejo de Ministros como el poder ejecutivo se describen para funcionar de manera similar a como en una democracia parlamentaria. Sin embargo, las acciones de estos órganos estaban sujetas a la orientación y las decisiones del Partido Laborista, mientras que su organización no estaba definida por la Constitución. El Primer Secretario del Partido era el Comandante en Jefe de las Fuerzas Armadas y Presidentes del Consejo de Defensa (Art. 89).

### Actualidad
La Constitución de 1976 permaneció en vigor hasta el 5 de septiembre de 1991, cuando se aprobó una ley básica temporal para legalizar un sistema pluralista y restablecer una economía capitalista en Albania. Sobre la base de este documento, que definió a Albania como una república parlamentaria, la nueva Constitución fue redactada en 1998. Muchos borradores, como el propuesto en 1994, no se ratificaron. La Constitución actual fue ratificada por un referéndum popular en 1998.